# あいつが上手で下手が僕で
『あいつが上手で下手が僕で』（あいつがかみてでしもてがぼくで）は日本の日本テレビのテレビドラマシリーズおよび舞台作品のシリーズ。略称「カミシモ」。
2021年、テレビドラマのシーズン1が10月7日（6日深夜）から11月25日（24日深夜）まで放送された。主演は荒牧慶彦。同年12月に舞台『あいつが上手で下手が僕で』が上演された。
2022年6月にアマゲン、9月にロングリードの単独ライブが行われ、11月から物語の続編となる舞台版の第2弾『あいつが上手で下手が僕でシーズン2』が上演された。
2023年1月にらふちゅーぶの単独ライブが行われ、テレビドラマのシーズン2が4月26日（25日深夜）から6月14日（13日深夜）まで放送された。
2024年、舞台版第3弾『あいつが上手で下手が僕で 決戦前夜篇』が5月に上演され、テレビドラマのシーズン3となる『あいつが上手で下手が僕で -巡巡決勝篇-』が同年7月19日（18日深夜）から9月6日（5日深夜）まで放送され、舞台版の第4弾となる舞台『あいつが上手で下手が僕で 人生芸夢（）篇』が同年11月から12月まで上演された。
本稿では便宜上、テレビドラマの第1作をS1、続編をS2、巡巡決勝篇をS3の略称で表記する。

## 概要
お笑いコンビの悲哀を描いたオリジナル作品。
若手芸人が集まった「湘南劇場(通称・遭難劇場)」を舞台に、彼らが相方や仲間たちとブレイクを目指し奮闘する芸人青春群像劇。
テレビドラマでは劇場内のシーンにおいて、長回しの手法を頻繁に用いていることが特徴である。

## 出演者

### 芸人
時浦可偉（ときうら かい）〈30〉
演 - 荒牧慶彦
漫才コンビ「エクソダス」のボケ担当。以前所属していた劇場で財布泥棒の汚名を着せられ、湘南劇場へとたどり着く（これを劇中では島流しと呼んでいる）。元ハガキ職人であり、フリップ芸を得意とする。島とコンビ結成後は漫才に転向し、湘南劇場からの脱出を狙う。
島流しにあったことを苦々しく思っているものの、劇場内で騒動が起こるたび、積極的に関わり解決しようとする、お人好しな一面も。
島世紀（しま せいき）〈30〉
演 - 和田雅成
漫才コンビ「エクソダス」のツッコミ担当。関西弁で喋る。島流しされた時浦に、積極的にコンビ結成を持ちかけた人物。遅刻癖がある。
元々は鳴宮と「わらビー」というコンビを組んでいたが、遅刻のせいで不仲となり解散した。そのためか鳴宮とは度々対立することが多い。
鳴宮良（なりみや りょう）〈30〉
演 - 崎山つばさ
漫才コンビ「らふちゅーぶ」のボケ担当。実は島の幼なじみ（だが関西弁ではなく常に標準語で喋る）。
湘南劇場の芸人たちの中で、彼一人だけ人気番組プロデューサーの目に留まるなど、その実力は高い。劇場内で起こったトラブルを解決に導くことが多い。
蛇谷明日馬（へびや あすま）〈31〉
演 - 鳥越裕貴
漫才コンビ「らふちゅーぶ」のツッコミ担当。島と同じく、主に関西弁を喋る。コンビ解消後の鳴宮と新たにコンビを組むが、その鳴宮から何度もダメ出しされてしまうことも。
実年齢に見合わず、子供っぽさを思わせる言動が目立つ。だが遅刻は一切せず、何があろうとも劇場には必ず来る責任感の強い人物でもある。
湾野岳（わんの がく）〈28〉
演 - 橋本祥平
漫才コンビ「ロングリード」のツッコミ担当。犬飼とは幼なじみで「がっくん」と呼ばれている。髪を青く染めている。湘南劇場では珍しく、自ら島流しにあい劇場へとやって来た（とされるが、実際は過去にとあるトラブルを起こしている）。
手書きの字は非常に汚く、解読できるのは犬飼のみである。
犬飼佑（いぬかい たすく）〈28〉
演 - 田中涼星
漫才コンビ「ロングリード」のボケ担当。湾野とは幼なじみであり、よき理解者である。
かつてのトラブル経験から、先輩と良好な関係を築こうとするなど、常にコンビ継続のために努力をしている。
現多英一（げんだ えいいち）〈34〉
演 - 陳内将
漫才コンビ「アマゲン」のツッコミ担当。湘南劇場の芸人の中でも比較的年長者にあたる。笑いのセンスは古くなりつつある。だがお笑いへの情熱は誰よりもあり、何歳になっても芸人を続けていくと決めている。
作家志望であった天野とコンビを組むも、当初は仮コンビとされた。
その後で正式にアマゲン結成となる（S1第5話）。
天野守（あまの まもる）〈27〉
演 - 梅津瑞樹
漫才コンビ「アマゲン」のボケ担当。当初は作家志望であったが、現多に誘われコント（後に漫才）を披露することとなる。ポーカーフェイスで他人との行動を避ける傾向にある。しかし先輩である現多にも、遠慮のない意見を述べることも。
未来人であることが発覚する（S1第7話）。
岬一碧（みさき いっせい）
演 - 和田琢磨
「ラストワルツ」のボケ担当。舞台版 第2弾から登場。
王子キャラでネタを作る。
元々は3人組でトリオとして活動していたが、過酷ロケでいなくなってしまったため、コンビで活動している。
高砂真夜（たかさご まよ）
演 - 染谷俊之
「ラストワルツ」のツッコミ担当。
舞台版 第2弾から登場。
東雲嵩紀（しののめ かさのり）
演 - 溝口琢矢
「ノノクラゲ」のボケ担当。
舞台版 第2弾から登場。
狭間くらげ（はざま くらげ）
演 - 大平峻也
「ノノクラゲ」のツッコミ担当。
舞台版 第2弾から登場。
千波未明（せんば みはる）
演 - 木津つばさ
「ねあんでる」のツッコミ担当。
舞台版 第2弾から登場。
黒旗晩（くろはた ばん）
演 - 中尾暢樹
「ねあんでる」のボケ担当。
舞台版 第2弾から登場。

### 周辺人物
支配人（S1）
演 - 石田剛太
S1の湘南劇場の支配人。
ヨロズ（S1、S2）
演 - 酒井善史
S2ではアメリカから帰国し湘南劇場の支配人になる。
前田ダイヤモンドヘッド（S1）
演 - 角田貴志

モギ（S1、S2）
演 - 町田マリー
湘南劇場で働くモギリ担当の女性。
ギャル（S1、S2）
演 - 指出瑞貴
湘南劇場の常連客の女性。
マニア（S1、S2）
演 - 島田桃依
湘南劇場の常連客の女性。
佐渡（S3）
演 - 土佐和成
マネージャー。金にならない芸人は切り捨てる。
野中（S3）
演 - 佐野真白
喫茶店員。
岡留（S3）
演 - 池田諭
遊園地の支配人。
南雲由自（なぐも ゆうじ）（S3）
演 - 植田圭輔
ラストワルツの元メンバー。

## 放送・配信日程
| 話数  | 放送日 配信日 | 脚本     | 監督     |
| ----- | ------------- | -------- | -------- |
| 第1話 | 10月07日      | 上田誠   | 山口淳太 |
| 第2話 | 10月14日      | 大歳倫弘 | 山口淳太 |
| 第3話 | 10月21日      | 大歳倫弘 | 山口淳太 |
| 第4話 | 10月28日      | 橋本尚和 | 岡本充史 |
| 第5話 | 11月04日      | 左子光晴 | 橋本和明 |
| 第6話 | 11月11日      | 橋本尚和 | 松田健斗 |
| 第7話 | 11月18日      | 左子光晴 | 山口淳太 |
| 第8話 | 11月25日      | 上田誠   | 橋本和明 |

| 話数  | 放送日  | 脚本     | 演出     |
| ----- | ------- | -------- | -------- |
| 第1話 | 4月26日 | 左子光晴 | 山口淳太 |
| 第2話 | 5月03日 | 大歳倫弘 | 山口淳太 |
| 第3話 | 5月10日 | 左子光晴 | 岡本充史 |
| 第4話 | 5月17日 | 橋本尚和 | 岡本充史 |
| 第5話 | 5月24日 | 左子光晴 | 橋本和明 |
| 第6話 | 5月31日 | 大歳倫弘 | 橋本和明 |
| 第7話 | 6月07日 | 橋本尚和 | 山口淳太 |
| 第8話 | 6月14日 | 橋本尚和 | 山口淳太 |

| 話数  | 放送日  | 脚本     | 演出     |
| ----- | ------- | -------- | -------- |
| 第1話 | 7月19日 | 左子光晴 | 岡本充史 |
| 第2話 | 7月26日 | 橋本尚和 | 小田千裕 |
| 第3話 | 8月02日 | 大歳倫弘 | 岡本充史 |
| 第4話 | 8月09日 | 橋本尚和 | 小田千裕 |
| 第5話 | 8月16日 | 大歳倫弘 | 梅津芳臣 |
| 第6話 | 8月23日 | 大歳倫弘 | 岡本充史 |
| 第7話 | 8月30日 | 橋本尚和 | 梅津芳臣 |
| 第8話 | 9月06日 | 左子光晴 | 岡本充史 |

- 第2話・第3話は前日放送の『news zero』拡大放送（23時 - 翌0時9分）のため、10分繰り下げ、1時9分 - 1時39分に放送された。
- 第4話は前日放送の『突破ファイル』（19時 - 21時20分）と『news zero』（23時20分 - 翌0時29分）拡大放送のため、30分繰り下げられ、翌1時29分 - 1時59分に放送された。
- 第7話は『24時間テレビ47「愛は地球を救うのか?」カウントダウン』（0時54分 - 1時4分）放送のため、5分繰り下げられ、1時4分 - 1時34分に放送された。

## 放送・配信期間

### テレビ放送
| 放送期間                  | 放送日時                         | 放送地域          | 放送局     | 系列           | 備考    |
| ------------------------- | -------------------------------- | ----------------- | ---------- | -------------- | ------- |
| 2021年10月07日 - 11月25日 | 木曜日 0:59 - 1:29（水曜日深夜） | 日本テレビ（NTV)  | 関東広域圏 | 日本テレビ系列 | 制作局  |
| 2021年10月10日 - 11月28日 | 日曜日 0:58 - 1:28（土曜日深夜） | 読売テレビ（ytv） | 近畿広域圏 | 日本テレビ系列 | 3日遅れ |

### ネット配信
| 配信期間         | 更新日時           | 配信元 | 備考 |
| ---------------- | ------------------ | ------ | ---- |
| 2021年10月07日 - | 地上波放送終了直後 | Hulu   |      |

### テレビ放送
| 放送期間                 | 放送日時                     | 放送地域          | 放送局     | 系列           | 備考                      |
| ------------------------ | ---------------------------- | ----------------- | ---------- | -------------- | ------------------------- |
| 2023年4月26日 - 6月14日  | 水曜 0:59 - 1:29（火曜深夜） | 日本テレビ（NTV)  | 関東広域圏 | 日本テレビ系列 | 制作局                    |
| 2023年5月6日 - 6月24日   | 日曜 0:58 - 1:28 (土曜深夜)  | 読売テレビ（ytv） | 近畿広域圏 | 日本テレビ系列 |                           |
| 2023年9月24日 - 11月26日 | 日曜 1:25 - 1:55 (土曜深夜)  | 中京テレビ（CTV） | 中京広域圏 | 日本テレビ系列 | 初回は 3:10 - 3:40 に放送 |

## スタッフ（テレビドラマ）
- 脚本 
  - S1 - 上田誠、大歳倫弘、左子光晴、橋本尚和（ヨーロッパ企画）
  - S2・S3 - 左子光晴、大歳倫弘、橋本尚和（ヨーロッパ企画）
- 監修 - 上田誠（S2）
- 監督
  - S1 - 山口淳太（ヨーロッパ企画）、橋本和明（日本テレビ）ほか
- 演出
  - S2 - 山口淳太（ヨーロッパ企画）、岡本充史（AX-ON）
  - S3 - 岡本充史 （AX-ON）、梅津芳臣（ウインズモーメント）、小田千裕
- チーフプロデューサー・制作 - 秋山健一郎、南波昌人（S1）
- 制作 - 南波昌人（S2、S3）
- プロデューサー
  - S1 - 鈴木将大、西紀州（AX-ON）、石井玲（AX-ON）
  - S2 - 梅澤宏和、室伏周平、戸倉亮爾（AX-ON）、平田光一（ウインズモーメント）
  - S3 - 梅澤宏和、室伏周平、深澤耕輔（FAB）、田上リサ（AX-ON）、戸倉亮爾（AX-ON）、平田光一（ウインズモーメント）
- IPプロデューサー - 梅澤宏和、室伏周平（S1）
- 企画プロデューサー - 鈴木将大
- 協力プロデューサー - 深澤耕輔（FAB）、林洋輔（ウインズモーメント）
- 企画・演出 - 橋本和明（WOKASHI）
- 制作 - 日本テレビ、AX-ON
- 制作協力 - AX-ON
- 制作プロダクション - ウインズモーメント（S2、S3）
- 制作著作
  - S1 - カミシモ製作委員会
  - S2 - カミシモ2製作委員会（日本テレビ・FAB・読売テレビ）
  - S3 - カミシモ3製作委員会（日本テレビ・FAB・読売テレビ）

## 舞台

### 第1弾
- 舞台『あいつが上手で下手が僕で』が2021年12月9日から17日までかつしかシンフォニーヒルズ モーツァルトホール、12月23日から26日まで東大阪市文化創造館 Dream House 大ホールで上演された。
- HuluストアとStreaming+にて東京・12月9日18時、12月12日12時30分、12月12日17時30分、大阪・12月26日12時、12月26日17時の公演回の生配信も行われた[8]。

キャスト
時浦可偉：荒牧慶彦
島世紀：和田雅成
鳴宮良：崎山つばさ
蛇谷明日馬：鳥越裕貴
現多英一：陳内将
天野守：梅津瑞樹
湾野岳：橋本祥平
犬飼佑：田中涼星
片山（かたやま）：富田翔 - 「マリーゴールド」という先輩漫才コンビ。
須藤（すどう）：小笠原健 - 「マリーゴールド」という先輩漫才コンビ。
カジ：宮下貴浩
サカタ：六角慎司
スタッフ
総合演出：橋本和明（日本テレビ）
脚本：大歳倫弘（ヨーロッパ企画）
演出：大歳倫弘（ヨーロッパ企画）
プロデューサー：深澤耕輔（ポリゴンマジック）
制作：ポリゴンマジック
製作：カミシモ製作委員会（日本テレビ、ポリゴンマジック、読売テレビ）

### 第2弾
- 舞台版の第2弾となる舞台『あいつが上手で下手が僕でシーズン2』が2022年11月18日から24日まで日本青年館ホール、12月2日から4日までCOOL JAPAN PARK OSAKA WWホールで上演された[10][11]。

キャスト
時浦可偉：荒牧慶彦
島世紀：和田雅成
岬一碧：和田琢磨
高砂真夜：染谷俊之
東雲嵩紀：溝口琢矢
狭間くらげ：大平峻也
千波未明：木津つばさ
黒旗晩：中尾暢樹
ディレクター坂本：吉田ウーロン太
MC田尾：髙木俊
時浦祐子：秋場千鶴子（声の出演）
スタッフ
総合演出：橋本和明（日本テレビ）
脚本：大歳倫弘（ヨーロッパ企画）
演出：川尻恵太（SUGARBOY）
プロデューサー：深澤耕輔（ポリゴンマジック）
制作：ポリゴンマジック
製作：カミシモ製作委員会（日本テレビ、ポリゴンマジック、読売テレビ）

### 第3弾
- 舞台版の第3弾となる舞台『あいつが上手で下手が僕で 決戦前夜篇』が2024年5月3日から12日までIMM THEATER、5月18日・19日にサンケイホールブリーゼで上演された[13][14]。

キャスト
現多英一：陳内将
天野守：梅津瑞樹
東雲嵩紀：溝口琢矢
狭間くらげ：大平峻也
千波未明：木津つばさ
黒旗晩：中尾暢樹
現多源吉：廣田高志
現多春子：石井麗子
映像出演
時浦可偉：荒牧慶彦
鳴宮良：崎山つばさ
蛇谷明日馬：鳥越裕貴
隊長：吉田メタル
スタッフ
総合演出：橋本和明
脚本・演出：諏訪雅（ヨーロッパ企画）
制作： FAB
製作： カミシモ3製作委員会

### 第4弾
- 舞台版の第4弾となる舞台『あいつが上手で下手が僕で 人生芸夢（じんせいゲーム）篇』が2024年11月15日から21日まで日本青年館ホール、11月28日から12月1日まで森ノ宮ピロティホールで上演された[15][16]。

キャスト
時浦可偉：荒牧慶彦
島世紀：和田雅成
岬一碧：和田琢磨
高砂真夜：染谷俊之
湾野岳：橋本祥平
犬飼佑：田中涼星
島日紀：本多新也
佐伯タモツ：池村匡紀
沖田阿久里：沢田冬樹
スタッフ
総合演出：橋本和明（WOKASHI）
脚本：左子光晴（ヨーロッパ企画）
演出：吉谷晃太朗
制作：FAB
製作：カミシモ3製作委員会（日本テレビ、FAB、読売テレビ）

## 単独ライブ
- アマゲン単独ライブ「ハローハローニューワールド」（2022年6月21日、草月ホール）[17]
- ロングリード単独ライブ「嚙ませ犬じゃ終わらせない」（2022年9月20日、草月ホール）[18]
- らふちゅーぶ単独ライブ「Spark!!」（2023年1月15日、草月ホール）[19]

## イベント

### オンラインイベント
- 湘南劇場感謝祭（2022年3月14日、ULIZA）[注釈 3]
- カミシモおんらいん!!～最強コンビ決定戦～（2023年11月25日、Streaming+）[21]

## キャラクターソング
| 2021年11月 | 「あいつが上手で下手が僕で」EP                              |                           |                        |  |
| 2021年11月 | 「あいつが上手で下手が僕で」EP                              | 1. Next Stage             | 湘南劇場おーるすたーず |  |
| 2021年11月 | 「あいつが上手で下手が僕で」EP                              | 2. ニコイチ               | エクソダス             |  |
| 2021年11月 | 「あいつが上手で下手が僕で」EP                              | 3. Spark!!                | らふちゅーぶ           |  |
| 2021年11月 | 「あいつが上手で下手が僕で」EP                              | 4. 磁石な僕ら             | アマゲン               |  |
| 2021年11月 | 「あいつが上手で下手が僕で」EP                              | 5. One！                  | ロングリード           |  |
| 2022年11月 | キャラクターソング 「あいつが上手で下手が僕で」シーズン2 EP |                           |                        |  |
| 2022年11月 | キャラクターソング 「あいつが上手で下手が僕で」シーズン2 EP | 1. Battle Cry             | 無人島☆おーるすたーず  |  |
| 2022年11月 | キャラクターソング 「あいつが上手で下手が僕で」シーズン2 EP | 2. オンリーユー！         | エクソダス             |  |
| 2022年11月 | キャラクターソング 「あいつが上手で下手が僕で」シーズン2 EP | 3. ワルツを超えて         | ラストワルツ           |  |
| 2022年11月 | キャラクターソング 「あいつが上手で下手が僕で」シーズン2 EP | 4. ベクトル。             | ノノクラゲ             |  |
| 2022年11月 | キャラクターソング 「あいつが上手で下手が僕で」シーズン2 EP | 5. bememe+81              | ねあんでる             |  |
| 2024年5月  | 舞台「あいつが上手で下手が僕で」 -決戦前夜篇-               |                           |                        |  |
| 2024年5月  | 舞台「あいつが上手で下手が僕で」 -決戦前夜篇-               | 1. 星屑ヒーロー           | SHIRASぼーいず         |  |
| 2024年5月  | 舞台「あいつが上手で下手が僕で」 -決戦前夜篇-               | 2. ふたりの絆             | アマゲン               |  |
| 2024年5月  | 舞台「あいつが上手で下手が僕で」 -決戦前夜篇-               | 3. バランス。             | ノノクラゲ             |  |
| 2024年5月  | 舞台「あいつが上手で下手が僕で」 -決戦前夜篇-               | 4. 結果Thatʼs all right!! | ねあんでる             |  |
| 2024年11月 | 舞台「あいつが上手で下手が僕で」 -人生芸夢篇- Mカード       |                           |                        |  |
| 2024年11月 | 舞台「あいつが上手で下手が僕で」 -人生芸夢篇- Mカード       | 1. 夢限サバイバー         | JINSEIぷれいやーず     |  |
| 2024年11月 | 舞台「あいつが上手で下手が僕で」 -人生芸夢篇- Mカード       | 2. ギミラミ               | エクソダス             |  |
| 2024年11月 | 舞台「あいつが上手で下手が僕で」 -人生芸夢篇- Mカード       | 3. Big Bang!              | ラストワルツ           |  |
| 2024年11月 | 舞台「あいつが上手で下手が僕で」 -人生芸夢篇- Mカード       | 4. 大優勝不可避           | ロングリード           |  |

### ユニットメンバー
1. ↑  時浦可偉（荒牧慶彦）、島世紀（和田雅成）、鳴宮良（崎山つばさ）、蛇谷明日馬（鳥越裕貴）、現多英一（陳内将）、天野守（梅津瑞樹）、湾野岳（橋本祥平）、犬飼佑（田中涼星）
2. ↑  時浦可偉（荒牧慶彦）、島世紀（和田雅成）、岬一碧（和田琢磨）、高砂真夜（染谷俊之）、東雲嵩紀（溝口琢矢）、狭間くらげ（大平峻也）、千波未明（木津つばさ）、黒旗晩（中尾暢樹）
3. ↑  現多英一（陳内将）、天野守（梅津瑞樹）、東雲嵩紀（溝口琢矢）、狭間くらげ（大平峻也）、千波未明（木津つばさ）、黒旗晩（中尾暢樹）
4. ↑  時浦可偉（荒牧慶彦）、島世紀（和田雅成）、岬一碧（和田琢磨）、高砂真夜（染谷俊之）、湾野岳（橋本祥平）、犬飼佑（田中涼星）